# Manuel Girona i Agrafel
Manuel Girona i Agrafel   (Barcelona, 1 de gener de 1817 - Barcelona, 31 d'octubre de 1905) va ser un banquer, empresari i polític català, germà de Joan, Jaume, Ignasi i Casimir Girona i Agrafel.

## Biografia
Fill del banquer i empresari Ignasi Girona i Targa, de Tàrrega, i de Rita Agrafel, de Barcelona, va començar dirigint l'empresa familiar que va ampliar per a realitzar operacions de crèdit. Va estudiar a les escoles de la Junta de Comerç de Barcelona i després va iniciar els estudis d'arquitectura, que va abandonar per centrar-se en els negocis. El 1834, a 16 anys, va aconseguir la representació d'una empresa d'Almeria que fabricava canonades de plom, aleshores una novetat. No va fer el servei militar, havent de pagar l'exempció de quintes. No obstant això, a la segona guerra carlina va ser mobilitzat, arribant a tinent de granaders, tot i que mai no va entrar en combat.
Es va casar amb Carolina Vidal-Quadras i Ramon, natural de Maracaibo (Veneçuela), filla de Manuel Vidal i Quadras, que fundà la Banca Vidal-Quadras, després absorbida pel Banc de Barcelona, el primer banc privat espanyol i del qual, l'any 1844, Manuel Girona en va ser el fundador i director. L'any 1876 fou un dels fundadors del Banc Hispano Colonial.
El 1886 va ser escollit com a primer president de la Cambra Oficial de Comerç, Indústria i Navegació de Barcelona.
Gran empresari es va dedicar també a la construcció, com el Canal d'Urgell, va fundar la companyia General de Tabacs de Filipines amb el Marquès de Comillas, etc. Va comprar l'any 1897 la baronia d'Eramprunyà, amb la qual cosa va ser amo del castell de Castelldefels i de l'església de Santa Maria del Castell dintre del recinte del castell. Va encarregar-ne la reconstrucció així com de la d'una nova parròquia per a la població. L'ajuntament de Castelldefels va comprar el castell als seus descendents l'any 1988.
Amb motiu de l'Exposició Universal de 1888 de Barcelona, va donar una gran quantitat de diners per a poder acabar la façana i el cimbori de la catedral de Barcelona. Al claustre d'aquest temple es troba el mausoleu-capella de la família Girona.
L'any 1876 el govern de la Restauració el va nomenar alcalde de Barcelona, va ser diputat de la Seu d'Urgell, senador i senador vitalici pel Partit Liberal Conservador.

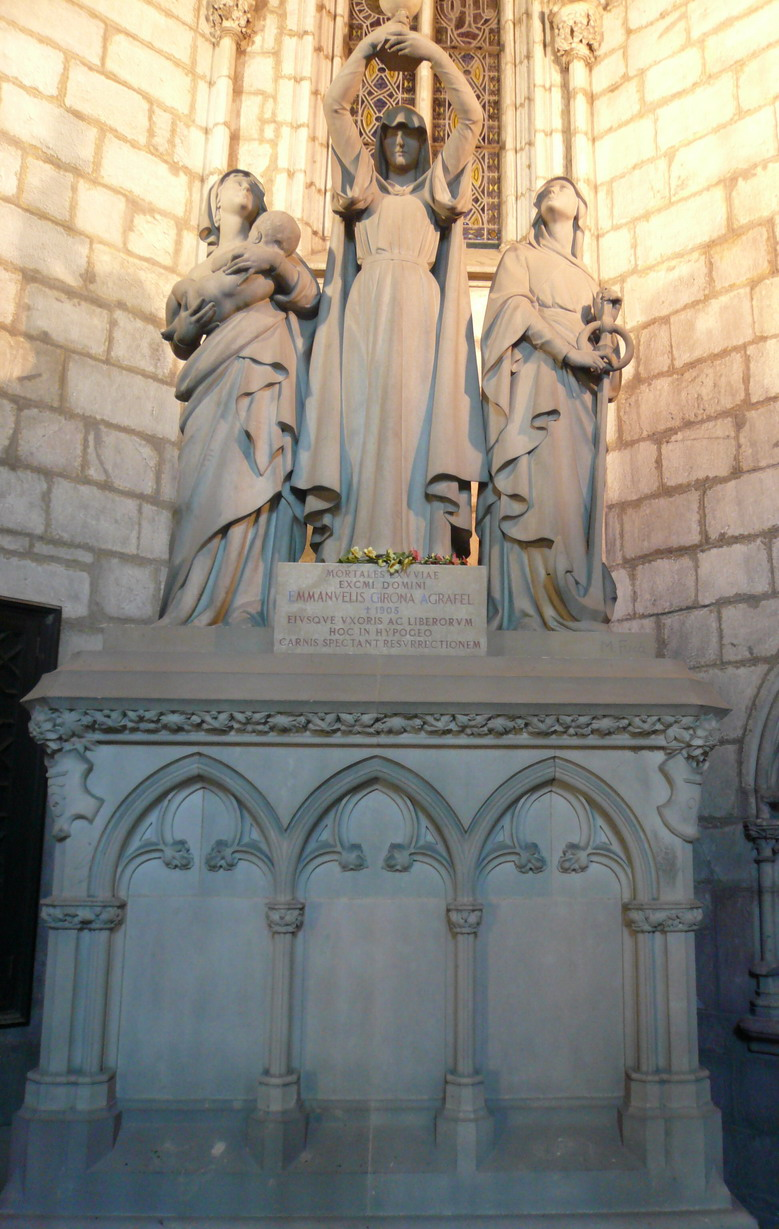
Sepulcre de Manuel Girona al claustre de la catedral de Barcelona, amb grup escultòric de Manel Fuxà

El 1924 l'Ajuntament de Barcelona li dedicà un carrer entre Sarrià i les Corts, el passeig de Manuel Girona, que encara duu el seu nom.
Fou el responsable de finançar el Canal d'Urgell. Durant la construcció es va instal·lar al Castell del Remei.